# 伊维尼亚克拉图尔
伊维尼亚克拉图尔（法語：Yvignac-la-Tour，法語發音：[iviɲak la tuʁ]）是法国阿摩尔滨海省的一个市镇，位于该省东部，属于迪南区。

## 地理
伊维尼亚克拉图尔（48°20'54"N, 2°10'33"W）面积35.39 平方千米，位于法国布列塔尼大區阿摩尔滨海省，该省份为法国西北部沿海省份，位于布列塔尼半岛北部，北濒大西洋英吉利海峡，西接菲尼斯泰尔省，南至莫尔比昂省，东临伊勒-维莱讷省。
与伊维尼亚克拉图尔接壤的市镇（或旧市镇、城区）包括：布龙、布吕斯维利、科讷、朗盖迪亚、普吕莫当、特雷贝当、特雷迪亚。

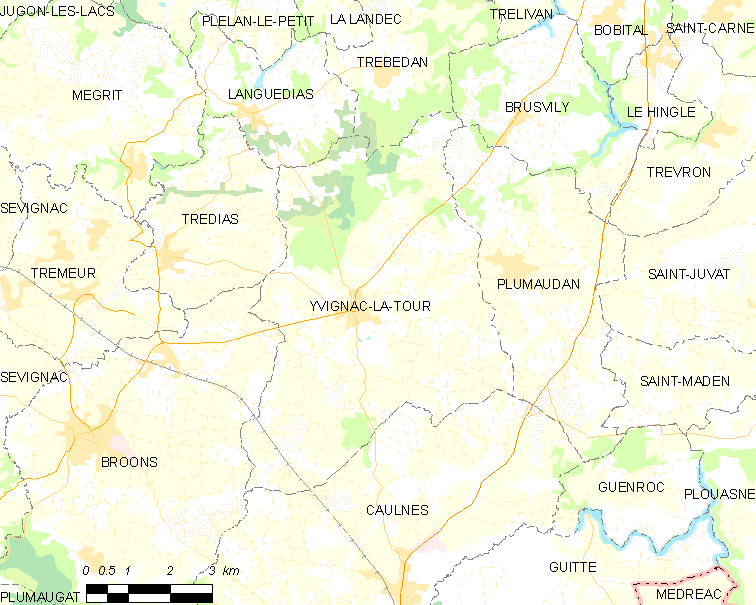
伊维尼亚克拉图尔的OSM定位图

伊维尼亚克拉图尔的时区为UTC+01:00、UTC+02:00（夏令时）。

## 行政
伊维尼亚克拉图尔的邮政编码为22350，INSEE市镇编码为22391。

## 政治
伊维尼亚克拉图尔所属的省级选区为布龙县。

## 人口

1962-2008年间伊维尼亚克拉图尔人口变化图示

伊维尼亚克拉图尔于2022年1月1日时的人口数量为1106人。